# Орнитоптера крез
Орнитоптера крез (лат. Ornithoptera croesus) — крупная дневная бабочка семейства Парусники. Видовое биноминальное название дано в честь Крёза — последнего царя Лидии в 560—546 до н. э. из рода Мермнадов.

## Описание
Размах крыльев самца до 160 мм. Самки крупнее самцов — размах крыльев до 190 мм. 
Самцы характеризуются оранжево-жёлтой окраской крыльев, сочетающейся с чёрными «вставками». При боковом освещении крылья вспыхивают зеленовато-желтым сиянием.

Первооткрыватель бабочки натуралист Альфред Уоллес так вспоминал о своём первой находке самца креза на острове Бачаи: 

Красоту этой бабочки невозможно выразить словами и никто, кроме естествоиспытателя, не поймёт того глубокого волнения, которое я испытал, поймавши её наконец. Когда я вынул её из сачка и расправил её величественные крылья, сердце моё забилось, кровь бросилась в голову, я был тогда ближе к обмороку, чем в те моменты, когда мне грозила смерть. Весь этот день у меня болела голова: так велико было волнение...

Самки коричневой, коричнево-серой окраски, с узором, образованным чередующимися крупными серыми полями и тёмно-бурыми линиями и пятнами.
Гусеницы развиваются на растениях семейства кирказоновые.

## Ареал
Номинативный подвид обитает на острове Бачан (Индонезия). 
Подвид Ornithoptera croesus lydius распространён на островах Халмахера, Тернате и Тидора в составе Молуккского архипелага.

## Подвиды

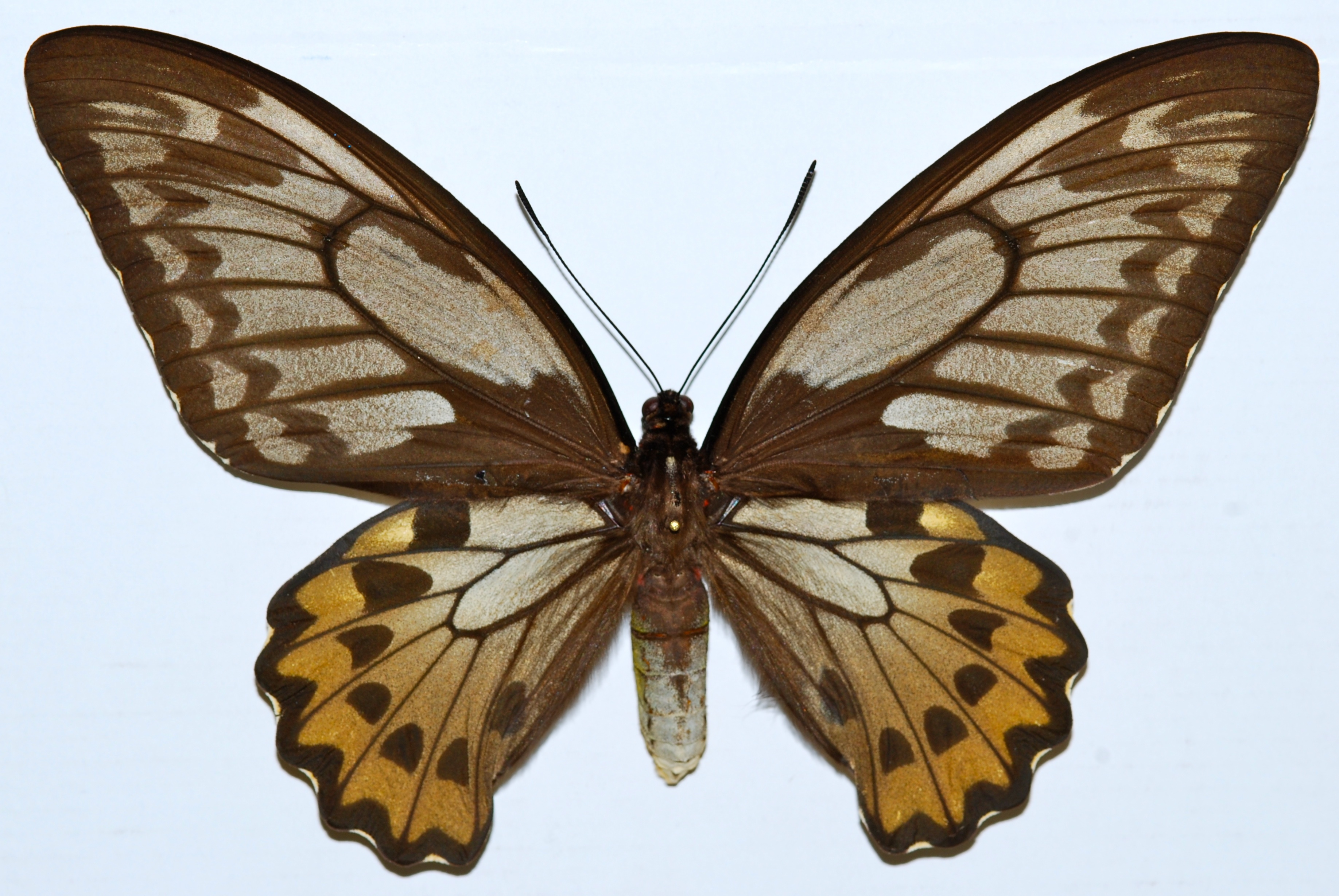
Самка подвида Ornithoptera croesus lydius

Систематика спорная, одни энтомологии выделяют только 2 подвида — номинативный и лидийский. Другие же считают их количество достигает 5—6. Ряд из них вполне может оказаться лишь различными формами 2 первоначальных подвидов. Вполне вероятно, что выделение ряда подвидов также является искусственным, и связано с желанием ряда дилеров заработать на их продаже коллекционерам бабочек. 
- Ornithoptera croesus croesus	(Wallace, 1859)
- Ornithoptera croesus lydius [Felder & Felder, 1865]

- Ornithoptera croesus sananaensis [Tsukada & Nishiyama, 1980] ?
- Ornithoptera croesus toeantei [Parrot & Schmid, 1894]
- Ornithoptera croesus wallacei [Deslisle, 1991]
- Ornithoptera croesus helios (Kobayashi & Hayami, 1992) Возможно это форма номинативного подвида.

## Замечания по охране
Вид занесён в перечень чешуекрылых экспорт, реэкспорт и импорт которых регулируется в соответствии с Конвенцией о международной торговле видами дикой фауны и флоры, находящимися под угрозой исчезновения (СИТЕС).